# Missa parvulorum Dei
Missa parvulorum Dei (lat. Messe der Kinder Gottes) ist eine Messe für Solo-Sopran, Chor und Orchester, die von Ralf Grössler (* 1958) komponiert wurde. Die Uraufführung des Werks war im Jahr 1989. Sie ist auch unter dem Namen Gospelmesse bekannt.

## Inhalt
Grössler ließ in sein Werk Elemente aus Gospel, Blues und Jazz einfließen. Die gesamte Messe ist in englischer Sprache.

## Aufbau
Die Messe folgt dem Aufbau eines Ordinarium missae, wird jedoch durch weitere Sätze ergänzt (1., 2., 6., 9., und 10.). Die Aufführung dauert ca. 55 Minuten.
1. Introitus, mit diesem Lied kann der Chor einziehen (Come on, let us go to the house of the Lord, Ps 122,1 EU)
2. Psalm (O Lord, how glorious is your name in all the earth, Ps 8,2 EU)
3. Kyrie
4. Gloria
5. Credo
6. Meditation (Instrumentales Stück über das Kirchenlied Wer nur den lieben Gott läßt walten)
7. Sanctus
8. Agnus Dei
9. Finale (May the lord give you increase, you and your children, Ps 115,14 EU) Das Finale endet mit der Wiederholung des „For you alone are the holy one“ aus dem Gloria.
10. Auszug (gleiche Melodie wie das Introitus)

## Instrumentierung
Die Messe wird von einer Sopran-Solistin und einem vierstimmigen Chor (SATB) gesungen.
Die Bläsergruppe sind zwei Trompeten, zwei Posaunen und ein Alt-Saxophon. Als Streicher werden zwei Violinen, eine Viola, ein Violoncello und ein Kontrabass genannt. Das Schlagwerk besteht aus Schlagzeug und Pauke. Zum Klavier kommt noch ein Vibraphon dazu, das vor allem in der Meditation eine besondere Stimmung erzeugt.